# Kaboua
Kaboua est l'un des huit arrondissements de la commune de Savè dans le département des Collines au centre du Bénin.

## Géographie
L'arrondissement de Kaboua est situé au centre du Bénin et compte 8 villages. Il s'agit de : 
- Alafia
- Atesse
- Bako
- Gogoro
- Oke Olou I
- Montewo
- Oke Olou Ii
- Okounfo.

## Démographie
Selon le recensement de la population de 2013 conduit par l'Institut national de la statistique et de l'analyse économique (INSAE), Kaboua compte 14029 habitants.